# Andrzej Potocki (działacz katolicki)
Andrzej Potocki (ur. 25 sierpnia 1920 w Krzeszowicach, zm. 22 października 1995 w Krakowie) – polski działacz katolicki, prezes Klubu Inteligencji Katolickiej w Krakowie (1978–1995), tłumacz.

## Życiorys
Od 1963 był członkiem Klubu Inteligencji Katolickiej w Krakowie, od 1964 kierownikiem sekcji wiedzy religijnej w klubie i członkiem jego zarządu, w latach 1965–1966, 1967–1970 i 1974–1978 sekretarzem, w latach 1966–1967 wiceprezesem, od 1978 do 1995 prezesem klubu. 23 sierpnia 1980 roku dołączył do apelu 64 uczonych, pisarzy i publicystów do władz komunistycznych o podjęcie dialogu ze strajkującymi robotnikami. W 1980 należał doradzał członkom powstających w Krakowie ogniw NSZZ „Solidarność”. Po ogłoszeniu stanu wojennego został członkiem Archidiecezjalnego Komitetu Pomocy Internowanym i ich Rodzinom. W 1988 wszedł w skład Komitetu Obywatelskiego przy Przewodniczącym NSZZ „Solidarność” Lechu Wałęsie, następnie został szefem kampanii wyborczej Małopolskiego Komitetu Obywatelskiego w wyborach do Sejmu i Senatu w 1989 i przewodniczącym Komitetu Obywatelskiego w Krakowie. W latach 1991–1995 był prezesem zarządu Stowarzyszenia Przyjaciół Domu Pomocy Społecznej im. Św. Brata Alberta "Ecce Homo" w Krakowie, w latach 1993–1995 był jednym z trzech przewodniczących Rady Porozumienia Klubów Inteligencji Katolickiej w Polsce. Był członkiem-założycielem Unii Demokratycznej, następnie członkiem Unii Wolności.
Tłumaczył literaturę polską na język angielski, m.in. Dzieje kartografii polskiej od XV do XVIII w. Karola Buczka (1966), Wstęp do ekonometrii Oskara Langego (1967 - z Eugenem Lepą), Osobę i czyn Jana Pawła II (1979).
Był wnukiem Andrzeja Potockiego, namiestnika Galicji.